# Макдональд, Дженни
Дже́ннифер Э́нид (Дже́нни) Макдо́нальд (англ. Jennifer Enid (Jenny) McDonald, род. 18 июля 1949, Фангареи) — новозеландская хоккеистка (хоккей на траве), нападающий. Участница летних Олимпийских игр 1984 года.

## Биография
Дженни Макдональд родилась 18 июля 1949 года в новозеландском городе Фангареи.
В 1971 году дебютировала в женской сборной Новой Зеландии по хоккею на траве.
В 1980 году была назначена капитаном женской сборной на летних Олимпийских играх в Москве, однако Новая Зеландия поддержала бойкот США.
В 1984 году вошла в состав женской сборной Новой Зеландии по хоккею на траве на летних Олимпийских играх в Лос-Анджелесе, занявшей 6-е место. Играла на позиции нападающего, провела 5 матчей, забила 1 мяч в ворота сборной Нидерландов. Была капитаном команды.
В 1971—1985 годах провела за сборную Новой Зеландии 192 матча, забила более 200 мячей.
Впоследствии работала директором начальной школы Элмгроув в Мосгиле.

## Увековечение
В 1996 году введена в Зал спортивной славы Новой Зеландии.
В Новой Зеландии ежегодно разыгрывается турнир по хоккею на траве среди школьниц на Кубок Дженни Макдональд.